# Balacra testacea
Balacra testacea là một loài bướm đêm thuộc phân họ Arctiinae, họ Erebidae.